# 鹿嶋警察署
鹿嶋警察署（かしまけいさつしょ）は、茨城県警察が管轄する警察署の一つである。署長は警視。

## 所在地
〒314-0031 茨城県鹿嶋市宮中1959番地-1

## 管轄区域
- 鹿嶋市

## 沿革
- 1877年（明治10年） - 潮来警察署第一長師
- 1926年（大正15年） - 鹿島警察署
- 1948年（昭和23年） - 鹿島地区警察署/波崎地区警察署
- 1954年（昭和29年） - 鹿島警察署
- 1972年（昭和47年） - 現庁舎竣工
- 1995年（平成7年） - 鹿嶋市誕生に伴い鹿嶋警察署へ名称変更
- 2017年（平成29年） - 神栖警察署開署に伴い神栖市全域の管轄を神栖警察署に移管する

## 組織
- 署長
- 副署長
- 警務課
  - 総合相談係
  - 被害者支援係
- 会計課
- 地域課
- 生活安全課
  - 銃刀係
- 刑事課
  - 告訴係
  - 鑑識係
- 交通課
  - 企画・安全係
- 警備課

## 交番
- 宮中交番 - 鹿嶋市宮中3丁目1-2

## 駐在所
- 荒井駐在所 - 鹿嶋市大字荒井3219
- 小山駐在所 - 鹿嶋市大字小山1099-8
- 津賀駐在所 - 鹿嶋市大字津賀1313-2